# ドリアキノボリカンガルー
ドリアキノボリカンガルー（Dendrolagus dorianus）は、哺乳綱二門歯目カンガルー科キノボリカンガルー属に分類される有袋類。

## 分布
パプアニューギニア（ニューギニア島中部）

## 形態
体長58-78センチメートル。尾長43-60センチメートルで、尾率77-80%と短い。体重7.5-14.5キログラム。顔の中央から頭部や頬へ向かう体毛が、後述する背の中央部から前方へ向かう体毛とぶつかり耳介の間や頬で畝状になる。背の中央部に体毛の渦があり、体毛は渦から分かれて前方へ向かう。尾の体毛は先端へ向かうにつれ伸長し、総状になる。胴体の毛衣は暗褐色。吻端や顔、四肢の毛衣は黒い。尾の基部に黄褐色の斑紋が入る。

## 生態
標高660-3,300メートルの多雨林に生息する。メス同士では、見知らぬオスに対して協力して行動した例がある。降雨時には頭部を下にして、体毛に沿って雨水を落とす。
木の葉や果実を食べると考えられている。

## 人間との関係
食用の狩猟により生息数が減少していると考えられている。シュローダー山脈では絶滅したと考えられている。